# Teodozjusz (Hanna)
Teodozjusz, imię świeckie Nizar Hanna (ur. 1965 w  Ramie) – arabski biskup prawosławny służący w jurysdykcji Patriarchatu Jerozolimskiego.

## Życiorys
Ukończył niższą szkołę duchowną w Jerozolimie. Następnie w 1984 podjął studia teologiczne na Uniwersytecie w Salonikach, gdzie obronił doktorat w 1990. W 1991 został postrzyżony na mnicha, przyjmując imię zakonne Teodozjusz. W tym samym roku przystąpił do Bractwa Grobu Pańskiego, został wyświęcony na diakona, zaś w 1992 – na kapłana. W tym samym roku został mianowany archimandrytą. Służył w bazylice Grobu Pańskiego (Zmartwychwstania Pańskiego) w Jerozolimie. Stanął na czele synodalnego wydziału Patriarchatu Jerozolimskiego odpowiedzialnego za problemy prawosławnych Arabów. Patriarcha jerozolimski Diodor mianował go sekretarzem generalnym wspólnej rady duchowieństwa i świeckich Patriarchatu.
Wykłada historię Kościoła w instytucie pedagogicznym Uniwersytetu w Hajfie. Jest także pracownikiem naukowym Patriarszej szkoły św. Dymitra.
18 listopada 2005 został nominowany na arcybiskupa Sebasty. Jego chirotonia biskupia odbyła się 11 grudnia 2005 w bazylice Grobu Pańskiego. Dwa lata później został czasowo suspendowany, wzywał bowiem do bojkotu osoby patriarchy jerozolimskiego Teofila III. Również w kolejnych latach oskarżał greckich hierarchów Patriarchatu Jerozolimskiego, stanowiących większość spośród jego biskupów, o dyskryminację prawosławnych Arabów.
Regularnie wypowiadał się publicznie, broniąc obecności chrześcijan na Bliskim Wschodzie. Wielokrotnie deklarował prorosyjskie poglądy, w Rosji widział obrońcę chrześcijan w Palestynie i w Syrii. Bierze udział w dialogu chrześcijańsko-muzułmańskim.
3 grudnia 2016 Patriarchat Jerozolimski ogłosił, iż zaprzestanie wypłacać mu należne biskupom wynagrodzenie w związku z publicznymi wypowiedziami o charakterze politycznym. Podobną decyzję podjęto w stosunku do kilku innych duchownych Patriarchatu pochodzenia arabskiego.